# Azerbajdzjans Billie Jean King Cup-lag
 Azerbajdzjans Billie Jean King Cup-lag representerar Azerbajdzjan i tennisturneringen Billie Jean King Cup, och kontrolleras av Azerbajdzjans tennisförbund.

## Historik
Azerbajdzjan deltog första gången 2006. Bästa resultat är då man nådde femteplatser i Grupp III 2006 och 2007.